# Bestia w jaskini
Bestia w jaskini (org. The Beast in the Cave) – opowiadanie H.P. Lovecrafta, ukończone 21 kwietnia 1905 roku, a opublikowane po raz pierwszy w czerwcu 1918 roku w czasopiśmie „The Vagrant”. W formie książkowej ukazało się w 1944 roku w zbiorze Marginalia.
Należy do młodzieńczych utworów pisarza - Lovecraft napisał je mając 14 lat. Autor uznawał je za swój pierwszy wartościowy utwór.
Pracę nad utworem Lovecraft rozpoczął już wiosną 1904 roku. Opierała się ona w dużej mierze na zbieraniu w lokalnej bibliotece w Providence informacji o miejscu akcji utworu – Jaskini Mamuciej. 

## Streszczenie fabuły
Utwór składa się z 2500 słów i opowiada historię mężczyzny, który zgubił się podczas wycieczki do Jaskini Mamuciej; jego rozpaczliwe nawoływania sprowadzają nie przewodnika wycieczki, a tytułową bestię. Bohater obrzuca ją kamieniami. Gdy bestia ginie, okazuje się, że nie było to potworne zwierzę, a człowiek który zgubił się w jaskini wiele lat wcześniej.